# کریستوس اسپیرو
کریستوس اسپیرو (انگلیسی: Christos Spyrou؛ زادهٔ ۱۴ نوامبر ۱۹۷۶) وزنه‌بردار اهل یونان بود.